# گورنی وورپیشتا
گورنی وورپیشتا (به بلغاری: Gorni Vurpishta) یک منطقهٔ مسکونی در بلغارستان است که در شهرستان دریانوو واقع شده‌است.